# Gmina Wołów
Gmina Wołów je polská městsko-vesnická gmina ve stejnojmenném okrese v Dolnoslezském vojvodství. Sídlem gminy je město Wołów. V roce 2021 zde celkem žilo 22 184 obyvatel.
Gmina má rozlohu 331,1 km² a zabírá 49,1% rozlohy okresu. Skládá se z 40 starostenství.

## Starostenství
Boraszyn, Bożeń, Dębno, Domaszków, Garwół, Gliniany, Golina, Gródek, Krzydlina Mała, Krzydlina Wielka, Lipnica, Lubiąż, Łososiowice, Mikorzyce, Miłcz, Moczydlnica Dworska, Mojęcice, Nieszkowice, Pawłoszewo, Pełczyn, Pierusza, Piotroniowice, Prawików, Proszkowa, Rataje, Rudno, Siodłkowice, Sławowice, Stary Wołów, Stęszów, Stobno, Straszowice, Straża, Tarchalice, Uskorz Mały, Uskorz Wielki, Warzęgowo, Wróblewo, Wrzosy, Zagórzyce